# Jean Aufort
Pour les articles homonymes, voir Aufort.
 (avril 2018).
Jean Aufort est un peintre, aquarelliste, lithographe et illustrateur français né le 15 novembre 1898 à Bordeaux (Gironde) et mort le 11 novembre 1988 à Tonneins (Lot-et-Garonne).

## Biographie
Jean Aufort est né à Bordeaux en 1898. Très tôt, il aime dessiner. Tout en suivant les cours de l'Institution Saint-Serin, il suit les cours de dessin de l’école municipale des beaux-arts de Bordeaux. Son père, notaire, ne veut pas qu'il soit peintre et l'oblige à suivre l'enseignement de l’École supérieure de commerce et d'industrie de Bordeaux d’où il sort diplômé. 
En mai 1917, il est mobilisé au 83e régiment d'artillerie lourde. Après la Première Guerre mondiale, étudiant non démobilisable, il reprend ses études et passe le concours de l’École des beaux-arts de Paris. Il y est admis dans les ateliers d'Ernest Laurent et de Louis Roger. En 1920, libéré des obligations militaires, il revient à Bordeaux et rejoint l'atelier de Paul Quinsac.
En juin 1922, Jean Aufort obtient un premier prix de peinture au concours en loge de l’école municipale des beaux-arts de Bordeaux. Pensionnaire de la Ville de Bordeaux, il obtient une bourse de séjour de trois ans aux Beaux-Arts de Paris.
Il se marie en mars 1923 avec sa marraine de guerre, Élise Maurin. Huit jours après, ils s'installent à Paris au 212, puis au 220, boulevard Raspail au cœur de Montparnasse. Jean Aufort côtoie à longueur de journée les vedettes des salons d'art. Il les apprécie et apprend beaucoup. Il expose régulièrement dans divers salons parisiens et bordelais (Société nationale des beaux-arts, galerie contemporaine, Salons de l'université, Salon des indépendants bordelais, la société bordelaise de l'Atelier, , etc.) jusqu'en 1943. Il obtient le prix Valérie-Havard et une médaille d'argent au Salon de Paris de 1925, où il exposera jusqu'en 1930.
En 1928 et 1929, il est invité avec Jean Burkhalter au Salon des artistes de l'Yonne à Paris. L’État lui achète une Nature morte aux porcelaines pour le musée national Adrien Dubouché de Limoges. En 1929, invité par André Léveillé, Jean Aufort devient sociétaire et expose régulièrement au Salon des indépendants, cela jusqu'en 1963. Dans l'Yonne, il expose au Salon de Sens notamment avec Gustave Corlin et Henri Montassier.
En janvier 1938, il rencontre François Mauriac chez lui, avenue Théophile-Gautier à Paris. L'écrivain et le peintre ne cesseront d'être liés d'une amitié simple et fidèle. C'est un tournant dans sa vie. L'académicien lui préface ses deux premières expositions personnelles en mars et en décembre 1938 à la galerie J.-P. Allard à Paris. Les vernissages sont honorés par Mauriac, Robert Rey et Louis Hourticq. L'État acquiert L'Église de Saint-Pey-de-Castets pour le musée Saint-Nazaire de Bourbon-Lancy et une aquarelle pour le musée des Beaux-Arts d'Orléans. L'été, Jean Aufort est invité par Mauriac dans sa propriété de Malagar en Gironde où il peint ses premières aquarelles.
En septembre 1939, il est mobilisé au service géographique de l'armée avec le peintre Albert Dubout, puis démobilisé en août 1940. En mars 1941, il expose seul à la galerie Goya de Bordeaux Paysage de la Gironde, exposition organisée par son ami Jean Sauboa et le professeur de médecine Ferdinand Piéchaud. Il y fait une deuxième exposition en 1943, préfacée par Louis Piéchaud, journaliste. 
À sa retraite en 1963, le couple s'installe aux Abatilles à Arcachon. En février 1965, leur fils unique, Michel, meurt à 38 ans des suites d'une grippe. C'est dans le travail et la foi qu'il va surmonter son deuil. Le peintre participe et expose à la galerie municipale d'Arcachon quasiment chaque année jusqu'à sa mort. Il fait quelques expositions personnelles : en 1968, préfacée par Paul Guth, en mars 1970, préfacée par François Mauriac, en 1975 une exposition conjointe avec son ami de toujours, le professeur Raymond Darget, préfacée par Jean Dutourd. En décembre 1984, a lieu une rétrospective au Centre culturel de Tonneins et en avril 1985, une deuxième rétrospective à la galerie municipale d'Arcachon.
Parallèlement à son activité de peintre, Jean Aufort est professeur de l'université de Paris. En septembre 1927, il est admis premier au certificat d'aptitude au professorat de l'enseignement du second degré du dessin dans les lycées (concours national du professorat). En octobre 1927, il est nommé au lycée Thénard de Sens. Enseignant, il redécouvre l'aquarelle, inspiré par Constantin Guys et Jongkind. En mai 1929, il devient membre du comité de rédaction de la revue naissante Le Dessin, revue d'art, d'éducation et d'enseignement avec Louis Hourticq, Pierre Darras, Paul Léon, J.-G. Goulinat, , etc. Il y publie de nombreux articles et tribunes libres. En novembre 1934, il est nommé au lycée Janson-de-Sailly à Paris, où il enseigne aux classes terminales et préparatoires. Il participe à de nombreuses manifestations artistiques organisées par l’Éducation nationale. 
Début 1941, Jean Aufort s'engage dans la clandestinité au Front national universitaire et à l'Université libre. Il participera à la libération de Paris. En 1950, il est promu officier de l'Instruction publique. Il prend sa retraite en 1963.

## Distinctions
- Officier de l'Instruction publique (1950)

## Illustrateur et lithographe
Sa rencontre avec François Mauriac est décisive. L'écrivain autorise Jean Aufort à illustrer de 26 dessins son roman Commencement d'une vie. En 1939, il obtient le prix Catenacci de l'Académie française et le prix d'encouragement aux arts de la Ville de Paris. 
En 1945, il commence sa carrière de lithographe avec l'illustration d'un manuscrit rare de Francis Jammes Rappel de la ville de Bordeaux. En 1946, il illustre un texte de l'historien d'art Raymond Isay Regards sur Paris, une ode au Paris retrouvé après la Libération. Les lithographies sont imprimées par Mourlot frères à Paris. C'est chez Mourlot que Pablo Picasso remarque le travail d'Aufort. Ils s'y retrouvent et échangent à plusieurs reprises. 
En mars 1947, il illustre avec des lithographies et des dessins originaux les Châteaux de la Loire d'Henri Colas. 
En novembre 1947, avec l'autorisation de la veuve de Francis Jammes, il illustre son Roman du Lièvre. Le livre est réédité par l'Association Francis Jammes en septembre 1997, l'année du centenaire du Manifeste du Jammisme.
En novembre 1972, avec l'accord de la famille Mauriac et avec des textes que le peintre a choisis dans les Blocs notes et les Mémoires intérieures de François Mauriac, il crée et illustre Malagar, ma maison des champs, préfacé par Jacques Chaban Delmas, Gabriel Delaunay, Henri Amouroux et Claude Mauriac.
En décembre 1982, il écrit Un grand écrivain et un peintre, rencontre et souvenirs, livre illustré de dessins, d'aquarelles et de fac-similés de correspondance retraçant son amitié avec Mauriac.

## Publications
- Commencement d'une vie, de François Mauriac, 26 dessins de Jean Aufort, imprimé par Ducros et Colas à Paris en 350 exemplaires, édité à compte d'auteur chez l'artiste, 23 rue Truffaud à Paris.
- Rappel de la ville de Bordeaux, de Francis Jammes, 13 lithographies de Jean Aufort, préface du baron Frédéric A. Chasseriau, édité chez Henri Colas à Paris et Rousseau Frères à Bordeaux, tiré à 120 exemplaires.
- Regards sur Paris, de Raymond Isay, lithographies de Jean Aufort faites par Mourlot Frères, édité chez Henri Colas et chez Rousseau Frères en 550 exemplaires.
- Châteaux de la Loire, d'Henri Colas, lithographies originales de Jean Aufort faites chez Mourlot Frères aux éditions Rousseau Frères.
- Le Roman du lièvre, de Francis Jammes, lithographies et dessins originaux de Jean Aufort chez Mourlot Frères aux éditions Marcel et Henri Priester à Paris, réédition en 1997.
- Malagar ma maison des champs, textes de François Mauriac organisés et illustrés par Jean Aufort, imprimé chez Lafon à Arcachon, édité à compte d'auteur 16 allée Louis Le Marié à Arcachon, 1 025 exemplaires.
- Un grand écrivain et un peintre, de Jean Aufort, illustré de dessins, d'aquarelles et de fac-similés, imprimé chez Lafon, édité à compte d'auteur chez l'artiste à 435 exemplaires.

## Réception critique
- « La peinture d'Aufort est confidentielle… les aquarelles et pastels d'Aufort, cet héritier de Corot et des Hollandais, retiendront les attentifs, ceux qui sont capables d'attendre qu'un paysage ordinaire s'apprivoise, se rapproche d'eux, et leur livre enfin à la faveur d'un beau jour, son aspect éternel ». François Mauriac[réf. nécessaire].
- « […] Toute l’œuvre d'Aufort est marquée de franchise, de sensibilité, d'une impeccable probité, de discrétion. Héritier de Corot, Aufort maintient les lettres de noblesse du classicisme. La construction est rigoureuse, les volumes s'articulent. L'architecture de la toile, solide, dépouillée, laisse la part du rêve. Sa composition sobre, juste, véridique, se complète d'esprit et de finesse… Aufort propose des œuvres figuratives abouties, partagées entre une tendresse  mélancolique  et de grands élans d'enthousiasme face à la beauté du monde ». Pierre Osenat[réf. nécessaire].
- « Or, cet être doué et sensible qui ne sépare jamais son art de sa vie, rompu par des maîtres exigeants à étudier les chefs-d'œuvre et à observer la nature, est un artiste complet, aussi habile à peindre un nu, un portrait, une nature morte, qu'une composition décorative, maître de tous les moyens d'expression, l'huile, l'aquarelle, le crayon, le pastel, la plume, la pointe sèche, sans jamais oublier que ce sont seulement des moyens de recréer l'essentiel, la vie et la poésie du monde… ». Robert Genaille[réf. nécessaire].
- « Trop influencé par Marquet, mais il vaut mieux, n'est ce pas, subir cette influence que bien d'autres. Au surplus, Monsieur Aufort reste suffisamment lui-même pour ne pas détourner l'attention du visiteur. Cet un artiste probe, scrupuleux et attachant ». Lizotte (critique du Salon de Paris d'octobre 1928)[réf. nécessaire].